# Eleccions regionals de Trentino-Tirol del Sud de 1968
Les eleccions regionals de Trentino-Tirol del Sud de 1968 per a escollir el primer Consell Regional del Trentino-Tirol del Sud se celebraren el 17 de novembre de 1968. La participació fou del 89,5%.

## Resultats

### Total regional
| Partits                              | vots    | %      | Escons |
| ------------------------------------ | ------- | ------ | ------ |
| Democràcia Cristiana Italiana        | 175.626 | 37,09  | 20     |
| Südtiroler Volkspartei               | 137.982 | 29,14  | 16     |
| PSI-PSDI Unificats                   | 53.810  | 11,36  | 6      |
| Partit Comunista Italià – PSIUP      | 37.443  | 7,91   | 4      |
| Partit Popular Trentino Tirolès      | 19.922  | 4,21   | 2      |
| Partit Liberal Italià                | 17.278  | 3,65   | 2      |
| Moviment Social Italià               | 15.108  | 3,19   | 1      |
| Partit Republicà Italià              | 8.731   | 1,84   | 1      |
| Soziale Fortschrittspartei Südtirols | 5.332   | 1,13   | -      |
| Alleanza Contadina Artigiana         | 2.275   | 0,48   | -      |
| Total                                | 473.507 | 100,00 | 52     |

Font: Regione Trentino-Alto Adige

### Província de Trento
| Partit                                       | vots    | %      | Escons |
| -------------------------------------------- | ------- | ------ | ------ |
| Democràcia Cristiana Italiana                | 142.892 | 58,05  | 16     |
| PSI-PSDI Unificats                           | 37.482  | 15,23  | 4      |
| Partit Popular Trentino Tirolès              | 18.182  | 7,39   | 2      |
| Partit Comunista Italià                      | 16.148  | 5,56   | 2      |
| Partit Liberal Italià                        | 11.406  | 4,63   | 1      |
| Partit Socialista Italià d'Unitat Proletària | 7.726   | 3,14   | 1      |
| Partit Republicà Italià                      | 5.998   | 2,44   | 1      |
| altres                                       | 6.324   | 2,57   | -      |
| Total                                        | 246.158 | 100,00 | 27     |

Font: Regione Trentino-Alto Adige

### Província de Bolzano
| Partits                         | voti    | %      | seggi |
| ------------------------------- | ------- | ------ | ----- |
| Südtiroler Volkspartei          | 137.982 | 60,69  | 16    |
| Democràcia Cristiana Italiana   | 32.734  | 14,40  | 4     |
| PSI-PSDI Unificats              | 16.328  | 7,18   | 2     |
| Partit Comunista Italià – PSIUP | 13.569  | 5,97   | 1     |
| Moviment Social Italià          | 11.059  | 4,86   | 1     |
| Partit Liberal Italià           | 5.872   | 2,58   | 1     |
| altres                          | 9.805   | 4,31   | -     |
| Total                           | 227.349 | 100,00 | 25    |

Font: Regió Trentino-Alto Adige